# Джулія Кемерон
Джулія Кемерон (англ. Julia Cameron; 4 березня 1948, Іллінойс, США) — американська викладачка, письменниця, художниця, журналістка, поетеса, драматургиня, режисерка. Найбільш відома як авторка кількох бестселерів, присвячених розвиткові творчих здібностей людини, серед яких «Шлях митця», «Право писати».

## Біографія
Народилася і виросла у передмісті Чикаго, Лібертвіллі. Навчалася в Джорджтаунському університеті, згодом перейшла до Фордхемського університету. Журналістську кар'єру розпочала в газеті Washington Post, згодом перейшла до журналу Rolling Stone. Під час одного з інтерв'ю для Rolling Stone познайомилася з кінорежисером Мартіном Скорсезе. Вони одружилися 1976 року. Спільно з чоловіком Кемерон працювала над трьома кінофільмами, опановуючи професію кінорежисера. За рік пара розлучилася.
Певний час Кемерон страждала на алкоголізм і наркоманію, про що розповіла в мемуарах Floor Sample. У 1978 році, дійшовши до критичної межі, коли більше не могла поєднувати випивку й письменницьку діяльність, Кемерон змогла відмовитися від алкоголю й наркотиків і почала викладати курси «розблокування» творчих здібностей. 1992 року випустила так званий самовчитель «Шлях митця», що вчить методики «розблокування» творчих здібностей і вивільнення творчої енергії. Книжка являє собою практичний курс, розрахований на 12 тижнів щоденних занять, що допоможе митцю-початківцю розгледіти і розбудити в собі нові, несподівані таланти, приспані скептицизмом, насмішками, некомпетентною критикою та різними комплексами.
Викладала в Смітсонівському інституті, Інституті Есален, New York Open Center та ін. У 2008 році в  New York Open Center викладала курс «Право писати» за назвою її однойменного бестселера 1998 року.
Зараз живе у Нью-Мексико.

## Українські переклади
- Шлях митця / Джулія Кемерон ; пер. з англ. Тетяни Савчинської. — Львів : Видавництво Старого Лева, 2017. — 352 с.